# جین ادایر
جین ادایر (انگلیسی: Jean Adair؛ ۱۳ ژوئن ۱۸۷۳ – ۱۱ مهٔ ۱۹۵۳) (با نام واقعی وایولت مک ناتان) یک هنرپیشه اهل کانادا بود.
از فیلم‌ها یا برنامه‌های تلویزیونی که وی در آن نقش داشته است می‌توان به آرسنیک و تور کهنه اشاره کرد.